# Sean O’Sullivan
Sean O’Sullivan (* 29. April 1994 in Whitechapel, London) ist ein englischer Snookerspieler. Seit 2012 war er – mit zwei Unterbrechungen – 8 Jahre als Profispieler auf der World Snooker Tour aktiv. Er ist nicht mit Ronnie O’Sullivan verwandt.

## Karriere
O’Sullivan nahm im Alter von 9 Jahren das Snookerspiel auf, ein Jahr später begann er intensiv zu trainieren. Zuvor noch ein Jugendspieler des Fußballvereins Senrab FC, konzentrierte er sich seitdem vollständig auf Snooker. Er begann seine Karriere früh im englischen Amateurbereich und stand 2006 im Viertelfinale der englischen U16-Meisterschaft. In den nächsten Jahren folgten weitere Teilnahmen an englischen Amateurturnieren als Junioren und bei den Herren, unter anderem beim Pink Ribbon und bei der English Amateur Championship.
2011 versuchte er erstmals direkt, sich für die Profitour zu qualifizieren, hatte aber bei der Q School keinen Erfolg. Mit einer Teilnahme am Halbfinale seiner Gruppe im zweiten Event gelang ihm jedoch ein Achtungserfolg. Während der anschließenden Saison nahm er mehrfach an den Turnieren der Players Tour Championship teil, einer neuen Serie kleinerer Profiturniere, die auch Amateurspielern offenstanden. Bei mehreren dieser Turniere überstand O’Sullivan die Amateur-Qualifikation, schied dann aber stets in der ersten Hauptrunde aus. Daher verpasste er auch deutlich einen der acht über die PIOS vergebenen Qualifikationsplätze für die Main Tour 2012/13.
Mehr Erfolg hatte er anschließend bei der Q School 2012. Verlor er im ersten Event sein Auftaktspiel noch gegen Stuart Carrington, zog er im zweiten Event ins entscheidende Spiel um eine Startberechtigung für die Profitour ein. Mit einem 4:1-Sieg über Ryan Causton wurde er im Alter von 16 Jahren Profispieler. In seiner Debütsaison verlor er viele Spiele, die Qualifikation für die Hauptrunde der China Open 2013 blieb sein größter Erfolg. Die Saison beendete er auf Platz 91 der Weltrangliste. Die zweite Saison begann zwar mit dem Einzug in die Runde der letzten 32 der Bulgarian Open hoffnungsvoller, verlief im Großen und Ganzen aber nicht wesentlich anders als die erste Spielzeit. Da er nur auf Platz 94 der Weltrangliste geführt wurde, schaffte O’Sullivan es nicht, sich auf der Profitour zu etablieren. Als im Sommer 2014 seine Zwei-Jahres-Berechtigung auslief, verlor er seinen Profistatus vorerst wieder.
Die folgenden zwölf Monate verbrachte O’Sullivan zweigleisig. Zum einen sammelte er im englischen Amateurzirkus Spielerfahrung. So kam er 2015 bei der English Amateur Championship unter die letzten 16 Spieler und qualifizierte sich mit dem Gewinn des fünften Qualifikationsturnieres für das Hauptturnier des prestigeträchtigen Snookerbacker, musste dort aber eine Auftaktniederlage verkraften. Gleichzeitig versuchte er aktiv, auf die Profitour zurückzukehren. Ein Versuch der direkten Wiederqualifikation scheiterte bei der Q School 2014 an zu frühen Niederlagen, immerhin wurde er danach aber vereinzelt zu Profiturnieren eingeladen. Zudem nahm er wie schon 2011/12 als Amateur an den Events der Players Tour Championship teil und erreichte dabei unter anderem das Viertelfinale der Riga Open. Besonderen Erfolg hatte er bei den Turnieren der asiatischen Teiltour, an denen weniger europäische und auch weniger Profispieler teilnahmen. So kam O’Sullivan bei den Haining Open unter die letzten 64, bei den Yixing Open unter die letzten 32 und bei den Xuzhou Open unter die letzten 16 Spieler. Dies reichte aus, um sich einen der vier Qualifikationsplätze für die nächsten beiden Main-Tour-Spielzeiten zu sichern, die über die Gesamtwertung der asiatischen Teiltour ausgelobt wurden.
Die nächsten beiden Spielzeiten liefen ähnlich wie O’Sullivans erster Ausflug auf die Profitour. Oftmals verlor er bereits die Auftaktspiele, bei den wenigen anderen Turnieren schied er trotzdem früh aus. Auch vereinzelte Erfolge, wie zwei Achtelfinalteilnahmen beim Paul Hunter Classic 2015 und bei den Scottish Open 2016, konnten nicht verhindern, dass er am Ende der zwei Jahre nur auf Platz 89 der Rangliste geführt wurde. Zwar hatte er zwischenzeitlich im Sommer 2016, dank des Wegfalls der nach Saisonende nicht mehr qualifizierten Spieler, zwischenzeitlich Platz 73 belegt, doch seine Platzierung zu Saisonende reichte bei weitem nicht für eine direkte Qualifikation aus. Bei der anschließenden Q School stand er im zweiten Event im Gruppenhalbfinale und im ersten Event sogar im entscheiden Spiel, verlor dieses aber gegen Allan Taylor. Doch O’Sullivan erreichte über eine Gesamtwertung der damals nur zwei Q-School-Events doch noch eine Startberechtigung für die folgenden zwei Main-Tour-Saisons. Anschließend nahm er im Sommer an der 2017er-Ausgabe des Pink Ribbon teil, wo er bis ins Halbfinale kam. Nichtsdestotrotz verbesserten sich die Leistungen des Engländers als Profispieler auch während der nächsten beiden Jahre nicht wesentlich. Auch Teilnahmen an den Runden der letzten 32 bei den Indian Open 2017, dem Snooker Shoot-Out 2018 und den Gibraltar Open 2019 konnten nicht verhindern, dass O’Sullivan im Sommer 2019 nur Platz 115 der Weltrangliste erreichte. Erneut verpasste er damit die direkte Qualifikation für die nächste Saison.
Wieder bemühte sich O’Sullivan um eine direkte Rückkehr, doch bei der Q School 2019 verlor er in allen drei Events frühzeitig. Ähnlich lief es in den Jahrgängen 2020 und 2021. O’Sullivan musste sich so ab 2019 mit dem Amateurstatus begnügen. Zunächst spielte er auf der Challenge Tour 2019/20, wo er zwei Viertelfinals und ein Achtelfinale erreichte, eine Qualifikation aber deutlich verpasste. Außerdem erreichte er das Endspiel zweier Turniere der Amateurtour des englischen Verbandes und das Achtelfinale der WSF Open. Nach den Einschränkungen der COVID-19-Pandemie meldete sich der Engländer 2021 mit einer Halbfinalteilnahme bei der Europameisterschaft zurück. Danach gewann er zwei Events der englischen Amateurtour und stand im Endspiel eines weiteren Tour-Events sowie in der Runde der letzten 32 der WSF Championship. Gleichzeitig gehörte er auf der WPBSA Q Tour 2021/22 zu den erfolgreichsten Spielern, gewann dort ein Event und zog bei einem weiteren ins Halbfinale ein. Am Ende belegte er Platz 2 der Endwertung, doch da der Erstplatzierte Si Jiahui als Sieger der WSF Championship bereits für die Profitour qualifiziert war, erhielt O’Sullivan den direkt über die Endwertung der Q Tour vergebenen Startplatz für die nächsten beiden Main-Tour-Saisons. Kurz danach gewann er noch die englische Meisterschaft im Six-Red-Snooker, bevor er als Profispieler zurückkehrte.
In der Saison 2022/23 gelang ihm bei den Northern Ireland Open und den Scottish Open der Einzug in die Runde der letzten 64. Bei allen anderen Turnieren der Main Series schied er bereits in der ersten Runde aus. Bei einem Amateurturnier der EPSB Open Serie gelang ihm der Einzug ins Viertelfinale. Einzig bei der Weltmeisterschaft gelang ihm durch einen knappen 10:9-Sieg gegen Liam Graham der Einzug in die zweite Runde. Er beendete die Saison auf Platz 106 der Weltrangliste. Die folgende Saison verlief nicht erfolgreicher: Zwar erreichte er bei den Northern Ireland Open die Runde der letzten 32, bei den World Open die Runde der letzten 64 und bei der UK Championship zumindest die zweite Runde. Bei allen anderen Ranglistenturnieren schied er jedoch bereits in der ersten Runde aus und wurde am Ende der Saison auf Rang 98 geführt.[veraltet]

## Erfolge
| Ausgang         | Jahr | Turnier                                            | Finalgegner            | Ergebnis |
| --------------- | ---- | -------------------------------------------------- | ---------------------- | -------- |
| Amateurturniere |      |                                                    |                        |          |
| Sieger          | 2012 | Q School – Event 2                                 | Ryan Causton           | 4:1      |
| Zweiter         | 2014 | Snookerbacker Classic 2015 – Qualifier 1           | Jamie Clarke           | 2:4      |
| Sieger          | 2014 | Snookerbacker Classic 2015 – Qualifier 5           | Brett Miller           | 4:2      |
| Zweiter         | 2017 | Q School – Event 1                                 | Allan Taylor           | 0:4      |
| Zweiter         | 2019 | English Amateur Tour 2019/20 – Event 2             | Daniel Womersley       | 3:4      |
| Zweiter         | 2020 | English Amateur Tour 2019/20 – Event 4             | Rory McLeod            | 2:4      |
| Sieger          | 2022 | English Amateur Tour 2021/22 – Event 5             | Sydney Wilson          | 4:2      |
| Sieger          | 2022 | WPBSA Q Tour 2021/22 – Event 3                     | Julien Leclercq        | 5:2      |
| Zweiter         | 2022 | English Amateur Tour 2021/22 – Event 3             | Lee Shanker            | 2:4      |
| Sieger          | 2022 | English Amateur Tour 2021/22 – Event 4             | Sydney Wilson          | 4:3      |
| Sieger          | 2022 | Englische Meisterschaft im Six-Red-Snooker – North | Marcos Dayao           | 4:1      |
| Sieger          | 2022 | Englische Meisterschaft im Six-Red-Snooker         | Manasawin Phetmalaikul | 8:2      |